# Leptocentrus purpureus
Leptocentrus purpureus är en insektsart som beskrevs av William D. Funkhouser 1929. Leptocentrus purpureus ingår i släktet Leptocentrus och familjen hornstritar. Inga underarter finns listade i Catalogue of Life.